# Chopan
Chopan är en ort i Indien.   Den ligger i delstaten Uttar Pradesh, i den centrala delen av landet, 700 km sydost om huvudstaden New Delhi. Chopan ligger 198 meter över havet och antalet invånare är 13 585.
Terrängen runt Chopan är huvudsakligen platt, men österut är den kuperad. Terrängen runt Chopan sluttar västerut. Runt Chopan är det ganska tätbefolkat, med 239 invånare per kvadratkilometer. Närmaste större samhälle är Obra, 11,7 km söder om Chopan. Trakten runt Chopan består till största delen av jordbruksmark.